# Clarence (téléfilm)
Pour les articles homonymes, voir Clarence.
Pour plus de détails, voir Fiche technique et Distribution.
Clarence est un téléfilm de Noël comique canadien, américain et néo-zélandais sorti en 1990. D'une durée de 87 minutes, il est réalisé par Eric Till. Il est une suite du film de 1946 La vie est belle, réalisé par Frank Capra. Il reprend le personnage de Clarence Oddbody, l'ange gardien qui vient aider le personnage principal du film.

## Synopsis
L'histoire se déroule en décembre 1989, et Clarence Oddbody reçoit une nouvelle mission. Cette fois-ci, il doit aider Rachel Trotter, la femme de Brimmer, un programmeur de jeux vidéos devenu ange après sa mort.
Contrairement au film original, Oddbody n'est pas un vieil ange, mais a rajeuni de plusieurs années. La raison donnée dans le film est que les anges deviennent plus jeunes en fonction du temps.

## Fiche technique
Sauf indication contraire, les informations mentionnées dans cette section peuvent être confirmées par la base de données cinématographiques IMDb,  présente dans la section « Liens externes ».
- Titre : Clarence
- Réalisation : Eric Till
- Scénario : Lorne Cameron et David Hoselton (en), d'après les personnages originaux de Frank Capra, Frances Goodrich, Albert Hackett et Philip Van Doren Stern
- Production : Mary Kahn, Seaton McLean (en) (supervision), Larry Raskin (coproducteur), Terry Botwick (producteur exécutif), S. Harry Young (producteur exécutif), Michael MacMillian (producteur exécutif) et Don Reynolds (producteur exécutif)
- Musique : Charles Thomas Cozens (en) et Louis Natale
- Photographie : Glen MacPherson (en)
- Montage : Bruce Lange
- Direction artistique : Ed Hanna
- Décors : Elinor Rose Galbraith
- Costumes : Sherry McMorran
- Sociétés de production : Atlantis Films, NorthStar Entertainment Group, South Pacific Pictures (en), Television New Zealand et Family Channel
- Distribution : Family Channel (États-Unis, télévision), Malofilm (en) (Canada, VHS) et Republic Pictures (États-Unis, VHS)
- Budget : Inconnu
- Box Office : Inconnu
- Pays d’origine :  Canada,  États-Unis et  Nouvelle-Zélande
- Langue originale : anglais
- Genre : Drame
- Durée : 87 minutes
- Date de sortie :
  - États-Unis : 24 novembre 1990
  - Portugal : 9 septembre 1992
  - Allemagne : 21 mars 1998

## Distribution
- Robert Carradine : Clarence Oddbody (en)
- Kate Trotter : Rachel Logan
- Louis Del Grande (en) : Brimmer
- Richard Fitzpatrick : Jeremy
- Barbara Hamilton : Mrs. Duckworth
- Jamie Rainey : Casey
- Nicolas Van Burek : Brent
- Jason McSkimming : Joseph
- Larry Aubrey : Bert
- Rachel Blanchard : Jill
- Christian Campbell : Larry
- Claire Cellucci : La secrétaire de Brimmer
- Conrad Coates (en) : Officier de la cellule
- Alvin Crawford : Joueur de football
- Murray Cruchley (en) : Professeur d'anglais
- Kevin Frank (en) : Informaticien de Brimmer
- Julian Richings : Reynolds

## Production
Le film a été tourné à Toronto.

## Sortie
Le film est sorti peu après la mort de Capra, qui a permis au film de sortir, puisque le film original n'avait plus de droits d'auteur.